# Parafia św. Marii Magdaleny w Czersku
Parafia św. Marii Magdaleny w Czersku – rzymskokatolicka parafia w mieście Czersk. Należy do dekanatu czerskiego Diecezji pelplińskiej. 

## Zasięg parafii
Do parafii należą wierni z następujących miejscowości: Bagna, Będźmierowice, Bielawy, Budziska, Czersk, Dąbki, Gutowiec, Kamionka, Kaszary, Klaskawa, Kłodnia, Konewki, Kurkowo, Krzyż, Kwieki, Łubna, Łukowo, Malachin, Mosna, Nieżurawa, Ostrowite, Sienica, Struga, Twarożnica, Ustronie.

## Proboszczowie
Źródło:
- ks. Franciszek Smagliński (1945)
- ks. Franciszek Drost (1945–1972)
- ks. Witold Szpręga (1972–1976)
- ks. Jan Friedel (1977–1984)
- ks. Henryk Kotlenga (1984–2013)
- ks. Zbigniew Straszewski (od 2013)